# Partido del Desarrollo y el Progreso (Kirguistán)
Desarrollo y Progreso (en kirguís: Өнүгүү-Прогресс) es un partido político de Kirguistán, dirigido desde su fundación por Bakyt Torobayev.

## Historia
Onuguu-Progreso se fundó en 2012 después de que Torobayev dejó el Partido Respublika de Kirguistán. Su apoyo y popularidad han aumentado significativamente en el sur del país, de mayoría uzbeka. En diciembre de 2013, el partido Uluttar Birimdigi se incorporó a Onuguu-Progreso, unificando ambos partidos.
En las elecciones parlamentarias de Kirguistán de 2015, el apoyo recibido en el sur del país, fue el cuarto partido más votado, y uno de los cinco partidos que obtuvo el mínimo de 5% de votos por Óblast para recibir escaños en el parlamento. Fue el partido más votado en el Distrito de Chatkal.